# Julián
Julián es un nombre propio masculino español de origen latino. Su equivalente femenino es Juliana. A partir de la Baja Edad Media el hipocorístico Julián se convirtió en la versión más utilización del nombre.

## Etimología
La forma española Juliano proviene del latín Iulianus, el cual deriva, a su vez, de Iulius, que en español dio Julio, con el sufijo -anus, que generalmente indica una relación de posesión u origen. En cuanto tal significa, «[aquel] que pertenece a la gens Iulia», es decir la primera dinastía imperial, descendientes de Julio César. Cuando el sistema de nombres cayó en desuso pudo entenderse, de manera más directa, «[aquel] que proviene de [alguien llamado] Julio». Este último tiene una etimología imprecisa, bien «barba abundante» (interpretación popular por el griego ἴουλος) o bien «pequeño Jove».

## Uso histórico
El nombre Iulianus está atestiguado a partir del siglo I. Fue nombre de generales, juristas y de dos emperadores, Didio Juliano, a veces llamado Juliano I, y el más famoso Juliano, el último emperador de la segunda dinastía Flavia. Sin embargo, su popularidad se debió a numerosos santos de la Antigüedad Tardía y la Alta Edad Media, notablemente San Julián, el hospitalario.
En la historia de España, el personaje más destacado de este nombre fue el conde don Julián, forma castellanizada del semilegendario comes Julianus, mencionado en los textos medievales (Historia legionense, Crónica Najerense, Crónica del Tudense y Crónica del Toledano) como gobernador, bizantino o visigodo, de Ceuta, quien ayudó a los conquistadores musulmanes en su invasión a Hispania, la cual acabó con el reino visigodo.

## Variantes en otros idiomas
| Idioma   | Variante(s)           |
| -------- | --------------------- |
| Latín    | Iulianus              |
| Árabe    | يليان (Īlyan)         |
| Francés  | Julien                |
| Inglés   | Julian                |
| Irlandés | Julian                |
| Italiano | Giuliano              |
| Albanés  | Nilojuli              |
| Húngaro  | Juliánusz             |
| Polaco   | Julian                |
| Gallego  | Xuliano               |
| Catalán  | Julià                 |
| Ruso     | Юлиа́н (Yulian)        |
| Serbio   | Јулијан / Julijan     |
| Griego   | Ιουλιανός (Ioulianos) |
| Euskera  | Julen                 |
| Maltés   | Ġiljan                |

## Santos
Son numerosos los santos de este nombre. una relación de ellos puede verse en
San Julián,  desambiguación;
y entre los españoles:
- San Julián (c. 1128-1208), segundo obispo de Cuenca, es patrón de Cuenca, tras enseñar teología en la Universidad de Palencia, quiso retirarse en soledad, pero fue requerido por los fieles y San Sergio, para ocupar la sede episcopal de Cuenca .[6]
- San Julián de Toledo (c. 642-690), arzobispo, convocó y presidió los concilios de Toledo (del XII al XV); festividad: 6 de marzo.